# Ácaro del oído

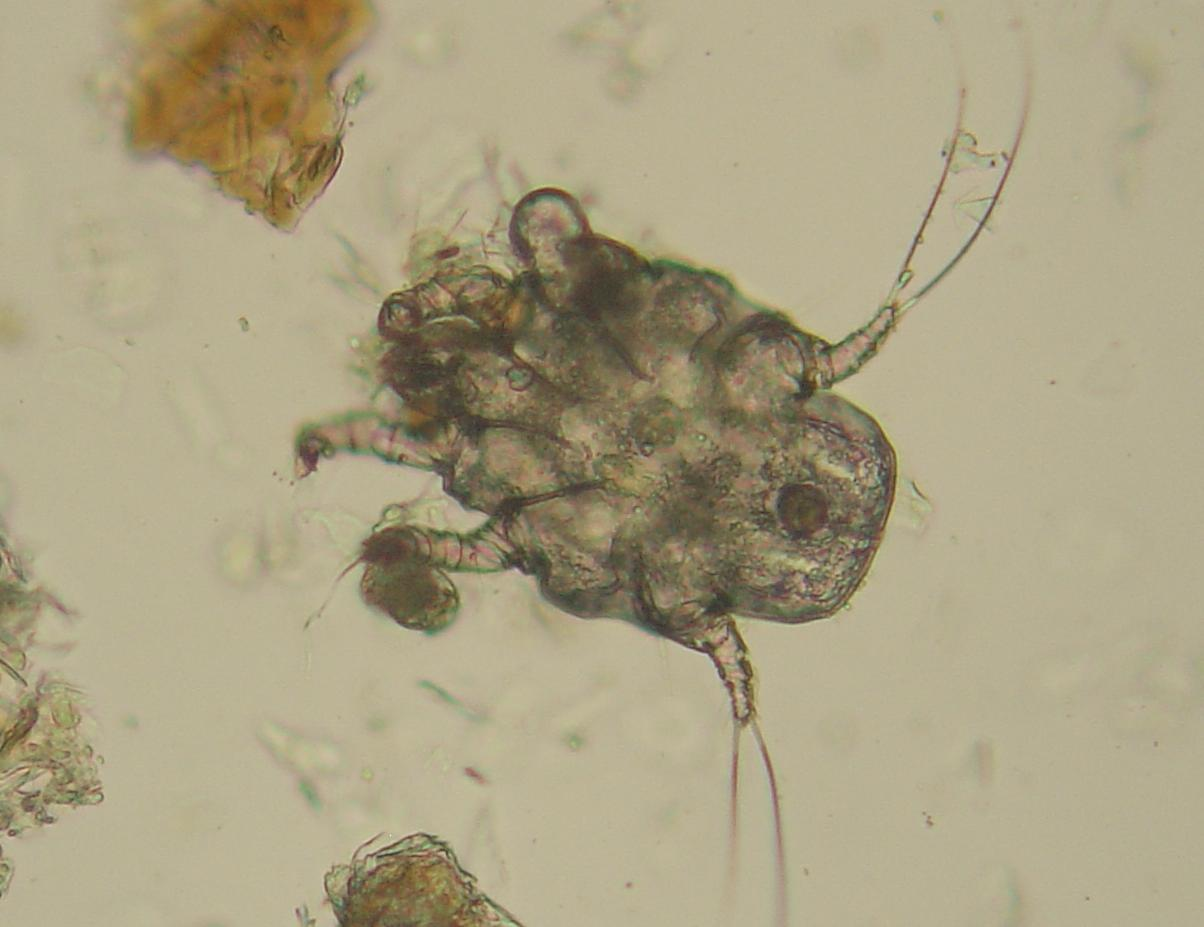
Otodectes cynotis

Los ácaros del oído son ácaros que viven en los oídos de los animales y los humanos. La especie más comúnmente tratada en medicina veterinaria es Otodectes cynotis (del griego oto 'oído', dectes 'mordedor' y cynotis 'del perro'). A pesar de su nombre, esta especie es también responsable del 90% de las infecciones en los gatos.
En la práctica veterinaria, las infecciones por ácaros del oído en perros y gatos pueden presentarse como una enfermedad que causa picazón intensa en uno o ambos oídos, lo que a su vez provoca rasguños en el oído afectado. También se puede producir cera para los oídos (cerumen) de color inusualmente oscuro. Los gatos, así como los perros con orejas erectas que tienen control sobre la dirección de la oreja, se pueden ver con una o ambas orejas en un ángulo extraño o aplanado.
La lesión más común asociada con los ácaros del oído es una herida en la piel abierta o costras en la parte posterior o base de la oreja, causada por la abrasión de la piel por las garras de las extremidades posteriores, ya que el oído se rascó en un intento de aliviar la picazón Esta lesión a menudo se infecta y forma una costra secundaria de bacterias cutáneas comunes, por lo que la presentación común de los ácaros del oído es una herida que aparece en la parte posterior o base de uno o ambos oídos. Esto se acompaña del reflejo del pedal pinnal que aparece como movimientos reflejos de rascado de la extremidad posterior cuando se manipula la oreja (esta prueba también es positiva en otras infecciones por ácaros del exterior y el borde de las pinnas de la oreja en sarna ) Cuando se trata la infección por ácaros del oído, tales heridas se resuelven espontáneamente, y esta resolución puede acelerarse con la aplicación de antibióticos tópicos.
Los tratamientos más comunes para el ácaro del oído (así como el ácaro de la sarna) actualmente usan los antiparasitarios ivermectina y selamectina, generalmente como preparaciones tópicas. Ivermectina está disponible como un líquido a base de agua que se coloca en el canal auditivo y se masajea en la base del oído para distribuir el medicamento. La selamectina está disponible como una preparación mensual que se puede aplicar a la piel del animal, lo que evita la infestación de ácaros durante ese tiempo.

## Contagio

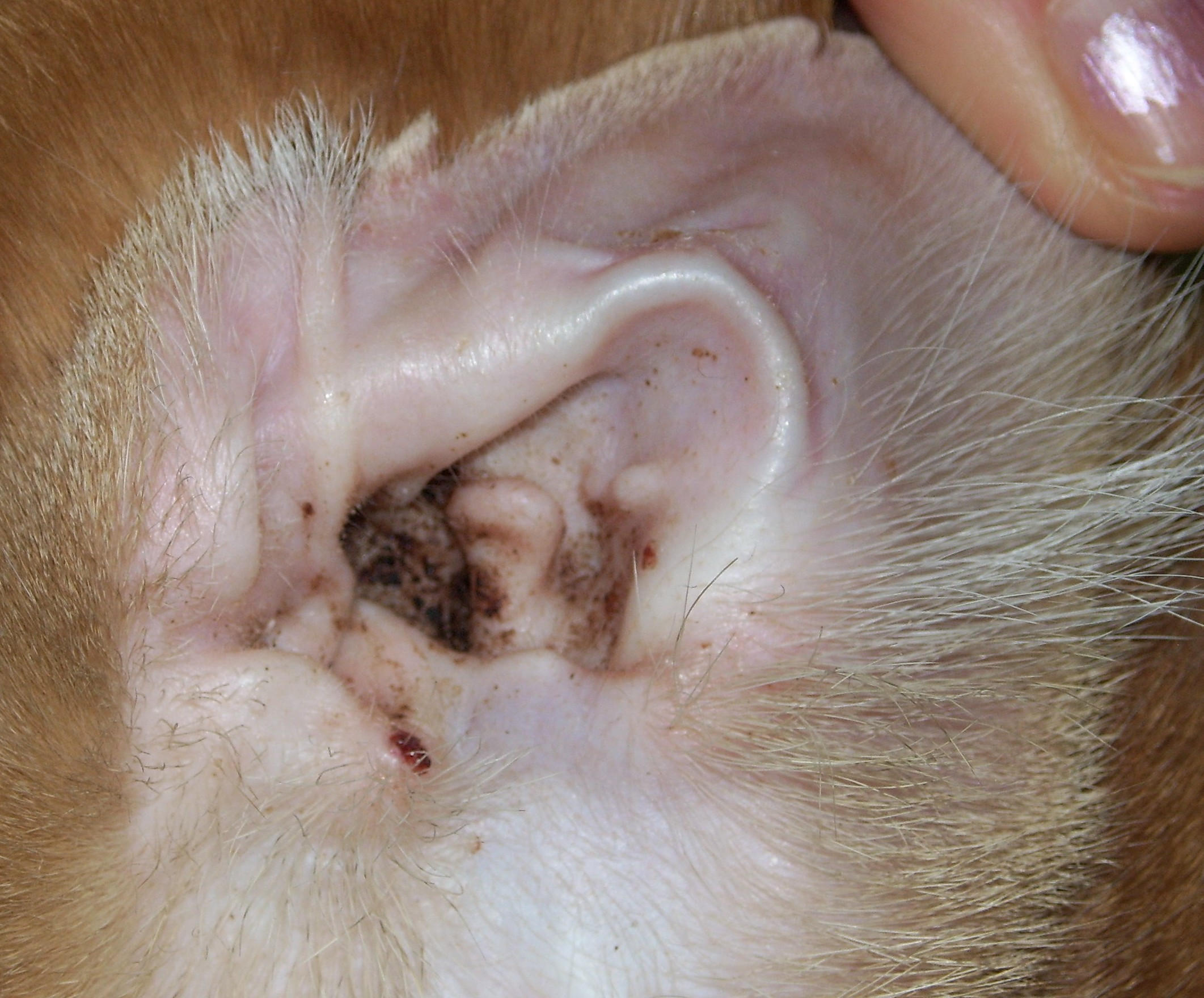
Interior del oído de un gato infectado por ácaros.

Los ácaros del oído se diseminan con rapidez, y se pueden transmitir a través de un contacto físico breve con otros animales. En las mascotas, los ácaros del oído afectan por lo general a los gatos, hurones, y en menor medida perros. Los humanos rara vez son infectados por ácaros del oído. Los animales infectados poseen gran cantidad de material marrón oscuro tipo costra en sus oídos. Mediante una inspección cuidadosa, se pueden observar ácaros blancos minúsculos en los residuos. A diferencia de otros ácaros, los ácaros del oído no excavan, sino que viven dentro del   canal auditivo.

## Ciclo de vida
El ciclo de vida de un ácaro individual dura unas cuatro semanas, los huevos eclosionan al tercer o cuarto día luego de la puesta. Los ácaros hembra están en condiciones de reproducir al cabo de 3 semanas de vida.

## Consecuencias de la infección
El ácaro del oído es la causa más común de infecciones de los oídos en los gatos, los ácaros pasan de un gato a otro mediante contacto directo. Los ácaros del oído causan inflamaciones similares a las de las infecciones por bacterias y levaduras. Los síntomas son picazón y enrojecimiento de los oídos. Las infecciones no tratadas pueden originar otras dolencias importantes, tales como enfermedades cutáneas en otras zonas tales como el cuello y la cola, y sordera.

## Ácaro del oído en conejos

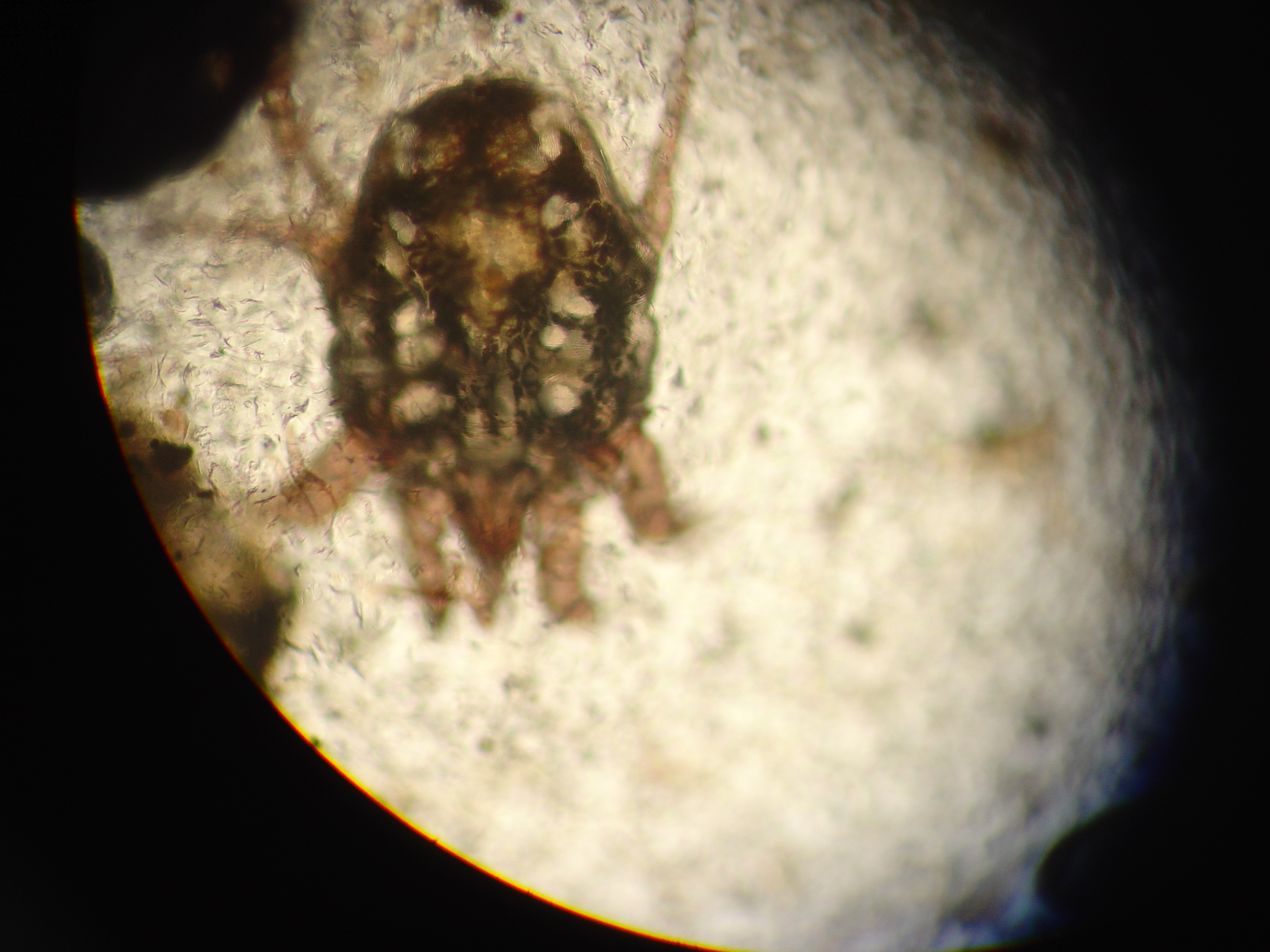
Psoroptes cuniculi

El ácaro del oído de los conejos, Psoroptes cuniculi, es más grande que Otodectes cynotis. Produce una gruesa capa de residuo en el canal auditivo, y puede migrar a la piel of the outer ear y el rostro. Los síntomas son rascar y sacudir de la cabeza. El tratamiento consiste en aplicaciones tópicas de selamectin, o inyecciones de ivermectin y limpieza frecuente del habitáculo del conejo.

## Tratamiento
Los ácaros del oído de perros y gatos pueden tratarse con cualquiera de las preparaciones disponibles de veterinarios, así como sin receta en muchas tiendas de mascotas y en línea. Si la solución elegida no destruye los huevos de los ácaros, el tratamiento debe repetirse después de un mes, para atrapar la próxima generación de ácaros que se habrán incubado para entonces. El alivio, en términos de que el gato o el perro ya no se rasquen las orejas, se notará en unas pocas horas. Sin embargo, dado que la irritación de los ácaros es en parte alérgica (ver sarna), los síntomas también pueden sobrevivir a los ácaros por semanas. Además, puede tomar antibióticos tópicos y varias semanas para limpiar las heridas externas infectadas causadas por rascarse las superficies exteriores de las orejas de los gatos y los perros.